# سي آر 6261
سي آر 6261 (أو ج ر 6261) هو جسم مضاد وحيد النسيلة يرتبط لأنواع عديدة من فيروسات الإنفلاونزا بضمنها فيروس وباء إنفلونزا 1918 وإتش 5 إن 1 المسبب لإنفلونزا الطيور.
اكتشفته معهد سكريبس للأبحاث وشركة أدوية هولندية اسمها كروسل.